# Jožef Holpert
Jožef Holpert (Servisch: Јожеф Холперт) (Bezdan, 13 maart 1961) is een voormalig Servisch handballer.
Op de Olympische Spelen van 1988 in Seoel won hij de bronzen medaille met Joegoslavië. Holpert speelde zes wedstrijden en scoorde 15 doelpunten.
Mirko Bašić · Jožef Holpert · Boris Jarak · Slobodan Kuzmanovski · Muhamed Memić · Alvaro Načinović · Goran Perkovac · Zlatko Portner · Iztok Puc · Rolando Pušnik · Momir Rnić · Zlatko Saračević · Irfan Smajlagić · Ermin Velić · Veselin Vujović